# László Sólymos
László Sólymos, maďarsky Sólymos László, (* 16. listopadu 1968, Bratislava) je slovenský politik maďarské národnosti, bývalý poslanec Národní rady Slovenské republiky (NR SR) a předseda politické strany Most-Híd 2023. Od počátku roku 2016 do ledna 2020 vykonával úřad slovenského ministra životního prostředí ve třetí vládě sociálně-demokratického předsedy vlády Roberta Fica (SMER-SD) a rovněž ve vládě Petera Pellegriniho (SMER-SD). V letech 2020 – 2021 byl předsedou strany Most-Híd, která v roce 2021 zanikla. V letech 2021–2023 byl členem předsednictva strany SZÖVETSÉG–ALIANCIA. Od května 2023 je předsedou strany Most-Híd 2023.

## Životopis
László Sólymos vystudoval inženýrské studium na Strojnické fakultě Slovenské technické univerzity (SVŠT) v rodné Bratislavě.
Dne 23. března 2016 byl jmenován – na základě koaliční dohody vládu sestavujícího Roberta Fica – prezidentem Andrejem Kiskou slovenským ministrem životního prostředí.
Ke konci roku 2016 vykázal dle slovenského deníku Nový Čas příjem v celkové výši 434 951 euro (z pozice své pozice 34 951 €) a umístil se tak mezi slovenskými ministry na první příčce.
V letech 2020 – 2021 byl předsedou strany Most-Híd, která pod jeho předsednictvím zanikla a sloučila se do strany SZÖVETSÉG–ALIANCIA. Po sporech s vedením strany však v roce 2023 skupina kolem Sólymose Aliancii opustila a převzala stranu Maďarská kresťanskodemokratická aliancia, kterou přejmenovala na Most-Híd 2023 a Sólymos se stal jejím předsedou.